# بيتر أتكينسون
بيتر أتكينسون (14 ديسمبر 1949 - )  (بالإنجليزية: Peter Atkinson)‏ هو لاعب كريكت بريطاني.